# Francisco Javier Ovando Hernández
Francisco Xavier Ovando Hernández (Ciudad de México, 5 de diciembre de 1947 - 2 de julio de 1988) fue un político mexicano, abogado de profesión, participante de la campaña del Frente Democrático Nacional en las elecciones de 1988 que murió asesinado días antes del proceso electoral. A Xavier Ovando le correspondía recoger los resultados de la elección de 1988 en todo el país, pues construyó una red para tener información inmediata después de aquellos comicios ante la ausencia de un instituto federal encargado, pero «con su muerte cerraron la posibilidad de que se conociera cómo se dio la elección».

## Biografía
Francisco Xavier Ovando Hernández nació en Mexicali, B.C. Fue inicialmente miembro del Partido Revolucionario Institucional, fue el coordinador de la campaña electoral para el gobierno de Michoacán, se convirtió en el procurador de justicia más joven del país, y ocupó distintos cargos gubernamentales en el gobierno encabezado por Cuauhtémoc Cárdenas Solórzano en Michoacán, y luego fue elegido diputado federal por el I Distrito Electoral Federal de Michoacán a la LII Legislatura de 1982 a 1985. En 1988 fue uno de los expriistas que apoyó a la Corriente Democrática encabezada por Cuauhtémoc Cárdenas, Porfirio Muñoz Ledo, Rodolfo González Guevara, Ifigenia Martínez entre otros, y junto con ellos renunció al partido y se incorporó al Frente Democrático Nacional en la cual se desempeñaba como responsable del Cómputo Electoral Nacional, además de candidato a diputado federal plurinominal.
Fue asesinado el 2 de julio de 1988, cuatro días antes de los comicios presidenciales de ese año, en compañía de su secretario Román Gil Heráldez en la Ciudad de México. El FDN y posteriormente el Partido de la Revolución Democrática han señalado como responsables de su muerte al gobierno federal como método de intimidación contra los integrantes del FDN, sin que haya podido ser demostrada tal aseveración.
El 29 de agosto de 2007, Cuauhtémoc Cárdenas inauguró la calle Francisco Xavier Ovando como homenaje a su finado correligionario.